# Prix Lambda Literary pour les études LGBTQ
Le prix Lambda Literary pour les études LGBTQ est un prix littéraire annuel présenté par la fondation Lambda Literary pour des travaux académiques ou orientés vers un public professionnel et en rapport avec l'orientation sexuelle ou l'identité de genre.

## Lauréats et finalistes
| Année | Lauréat | Finalistes |
| ----- | --- | --- |
| 2001  | Courting Justice: Gay Men and Lesbians v. the Supreme Court, Joyce Murdoch et Deb Price (en)                                                                                        | - Lesbian Empire: Radical Crosswriting in the Twenties, Gay Wachman - All the Rage: The Story of Gay Visibility in America, Suzanna Danuta Walters (en) - Behind the Screen: How Gays and Lesbians Shaped Hollywood, 1910-1969, William J. Mann (en) - The Evening Crowd at Kirmser's, édité par Ricardo J. Brown & William Reichard |
| 2002  | Sex-Crime Panic, Neil Miller (en) | - From Identity to Politics, Craig Rimmerman - Love in a Dark Time (en), Colm Tóibín - Queering India, édité par Ruth Vanita (en) - Soul Beneath the Skin, David Nimmons |
| 2003  | Time on Two Crosses, édité par Devon W. Carbado & Donald Weise | - Anything But Straight (en), Wayne Besen (en) - Love in the Time of HIV, Michael Mancilla et Lisa Troshinsky - Queer Street, James McCourt (en)* - Strapped for Cash, Mack Friedman |
| 2004  | For the Love of Women: Gender, Identity and Same-Sex Relations in a Greek Provincial Town, Elisabeth Kirtsoglou                                                                     | - All-Night Party, Andrea Barnet (en) - A Passion to Preserve, Will Fellows - Families Like Mine, Abigail Garner (en) - Why Marriage Matters (en), Evan Wolfson (en) |
| 2005  | When Heroes Love: The Ambiguity of Eros in the Stories of Gilgamesh and David, Susan Ackerman (en)                                                                                  | - Zest for Life: Lesbians' Experience of Menopause, Jennifer Kelly - Why I Hate Abercrombie and Fitch (en), Dwight A. McBride (en) - Lesbian Communities Festivals, Rvs And the Internet, édité par Esther D. Rothblum et Penny Sablove - Love's Rite: Same-Sex Marriage in India and the West, Ruth Vanita (en) |
| 2006  | Their Own Receive Them Not, Horace Griffin (en) | - Crip Theory, Robert McRuer (en) - Beautiful Bottom, Beautiful Shame, Kathryn Stockton - Every Inch A Man: Phallic Possession, etc., Carellin Brooks (en) - Gay Power: An American Revolution, David Eisenbach (en) |
| 2007  | Between Women, Sharon Marcus | - Writing Desire, Bertram Cohler (en) - The First Man-Made Man, Pagan Kennedy - Caribbean Pleasure Industry, Mark Padilla - Once You Go Black: Choice, Desire, & the Black American Intellectual, Robert Reid-Pharr (en) |
| 2008  | Criminal Intimacy: Prison and the Uneven History of Modern American Sexuality, Regina Kunzel                                                                                        | - Tomboys: A Literary & Cultural History, Michelle Ann Abate - The Dividends of Dissent: How Conflict and Culture Work in Lesbian and Gay Marches on Washington, Amin Ghaziani - Political Manhood: Red Bloods, Mollycoddles, & the Politics of Progressive Reform, Kevin P. Murphy (en) - Screening Sex, Linda Wiliams |
| 2009  | The Straight State: Sexuality and Citizenship in Twentieth Century America, Margot Canaday                                                                                          | - The Resurrection of the Body: Pier Paolo Pasolini from Saint Paul to Sade, Armando Maggi - Metropolitan Lovers: The Homosexuality of Cities, Julie Abraham - Moving Politics: Emotion and ACT UP’s Fight Against AIDS, Deborah B. Gould - The Queer Child, or Growing Sideways in the Twentieth Century, Kathryn Bond Stockton |
| 2010  | - Another Country: Queer Anti-Urbanism, Scott Herring - Assuming a Body: Transgender and Rhetorics of Materiality, Gayle Salamon                                                    | - Backward Glances: Contemporary Chinese Cultures and the Female Homoerotic Imaginary, Fran Martin - Citizen Invert Queer: Lesbianism and War in Early Twentieth-Century Britain, Deborah Cohler - Queering the Public Sphere in Mexico and Brazil: Sexual Rights Movements in Emerging Democracies, Rafael de la Dehesa |
| 2011  | Sister Arts: The Erotics of Lesbian Landscapes, Lisa L. Moore (en) | - Captive Genders: Trans Embodiment and the Prison Industrial Complex, édité par Eric A. Stanley et Nat Smith - Freedom with Violence: Race, Sexuality, and the US State, Chandan Reddy - Techniques of Pleasure: BDSM and the Circuits of Sexuality, Margot Weiss - ¡Venceremos?: The Erotics of Black Self-making in Cuba, Jarafi S. Allen |
| 2012  | Performing Queer Latinidad: Dance, Sexuality, Politics, Ramón H. Rivera-Servera | - The Invention of Heterosexual Culture, Louis-Georges Tin - On Making Sense: Queer Race Narratives of Intelligibility, Ernesto Javier Martínez - Out of Africa: LGBT Organizing in Namibia and South Africa, Ashley Currier - Pray the Gay Away The Extraordinary Lives of Bible Belt Gays, Bernadette C. Barton - South Africa and the Dream of Love to Come: Queer Sexuality and the Struggle for Freedom, Brenna M. Munro - Acts of Gaiety: LGBT Performance and the Politics of Pleasure, Sara Warner - Depression: A Public Feeling, Ann Cvetkovich (en) - Gay Press, Gay Power: The Growth of LGBT Community Newspapers in America, Tracy Baim (en) - How To Be Gay, David M. Halperin |
| 2013  | Safe Space: Gay Neighborhood History and the Politics of Violence, Christina B. Hanhardt                                                                                            | - Butch Queens Up in Pumps Gender, Performance, and Ballroom Culture in Detroit, Marlon M. Bailey (en) - Feeling Women's Liberation, Victoria Hesford - Just Queer Folks: Gender and Sexuality in Rural America, Colin R. Johnson - Love and Money: Queers, Class, and Cultural Production, Lisa Henderson - Oye Loca: From the Mariel Boatlift to Gay Cuban Miami, Susana Pena - Professing Selves: Transsexuality and Same-Sex Desire in Contemporary Iran, Afsaneh Najmabadi - Shanghai Lalas (en), Lucetta Yip Lo Kam - Tomorrow’s Parties: Sex and the Untimely, Peter M. Coviello - Transforming Citizenships: Transgender Articulations of the Law, Isaac West |
| 2014  | Delectable Negro: Human Consumption and Homoeroticism within US Slave Culture, Vincent Woodard, édité par Justin A. Joyce et Dwight A. McBride (en)                                 | - After Love: Queer Intimacy and Erotic Economies in Post-Soviet Cuba, Noelle M. Stout - Charity & Sylvia: A Same-Sex Marriage in Early America, Rachel Hope Cleves (en) - Queen for a Day: Transformistas, Beauty Queens, and the Performance of Femininity in Venezuela, Marcia Ochoa (en) - The Queerness of Native American Literature, Lisa Tatonetti - Sexual Futures, Queer Gestures, and Other Latina Longings, Juana Maria Rodriguez (en) - The Sexuality of History: Modernity and the Sapphic, Susan S. Lanser - Under Bright Lights: Gay Manila and the Global Scene, Bobby Benedicto |
| 2015  | A Taste for Brown Bodies: Gay Modernity and Cosmopolitan Desire, Hiram Pérez | - Arresting Dress: Cross-Dressing, Law, and Fascination in Nineteenth-Century San Francisco, Clare Sears - Funk the Erotic: Transaesthetics and Black Sexual Cultures, L.H. Stallings - Gay Fathers, Their Children, and the Making of Kinship, Aaron Goodfellow - Indifference to Difference: On Queer Universalism, Madhavi Menon - Not Gay: Sex between Straight White Men, Jane Ward (en) - Queer Marxism in Two Chinas, Petrus Liu - Thinking Sex with the Early Moderns, Valeria Traub |
| 2016  | Sex Museums: The Politics and Performance of Display, Jennifer Tyburczy | - Asegi Stories: Cherokee Queer and Two Spirit Memory, Qwo-Li Driskill - Homintern, Gregory Woods - Indian Blood: HIV and Colonial Trauma in San Francisco’s Two-Spirit Community, Andrew J. Jolivette (en) - Melodrama: An Aesthetics of Impossibility, Jonathan Goldberg (en) - Not Straight, Not White: Black Gay Men From The March on Washington to the AIDS Crisis, Kevin Mumford - Out in the Periphery: Latin America’s Gay Rights Revolution, Omar G. Encarnación - Queer Clout: Chicago and the Rise of Gay Politics, Timothy Stewart-Winter |
| 2017  | Punishing Disease: HIV and the Criminalization of Sickness, Trevor Hoppe | - Behind the Mask, Alfredo Mirandé - The Ethics of Opting Out, Mari Ruti (en) - Lavender and Red, Emily Hobson (en) - Time Slips, Jaclyn Pryor - Unmaking Love, Ashley T. Shelden - The War on Sex, David M. Halperin et Trevor Hoppe - Welcome to Fairyland, Julio Capó |
| 2018  | Punishing Disease: HIV and the Criminalization of Sickness, Trevor Hoppe, University of California Press                                                                            | - Behind the Mask, Alfredo Mirandé, University of Arizona Press - The Ethics of Opting Out, Mari Ruti, Columbia University Press - Lavender and Red, Emily Hobson, University of California Press - Time Slips, Jaclyn Pryor, Northwestern University Press - Unmaking Love, Ashley T. Shelden, Columbia University Press - The War on Sex, David M. Halperin et Trevor Hoppe, Duke University Press - Welcome to Fairyland, Julio Capó, University of North Carolina Press |
| 2019  | Toxic Silence: Race, Black Gender Identity, and Addressing the Violence Against Black Transgender Women in Houston, William T. Hoston, Peter Lang International Academic Publishers | - Black. Queer. Southern. Women.: An Oral History, E. Patrick Johnson, University of North Carolina Press - Erotic Islands: Art and Activism in the Queer Caribbean, Lyndon K. Gill, Duke University Press - Gay, Inc.: The Nonprofitization of Queer Politics, Myrl Beam, University of Minnesota Press - Herlands: Exploring the Women’s Land Movement in the United States, Keridwen N. Luis, University of Minnesota Press - Media and the Coming Out of Gay Male Athletes in American Team Sports, Andrew Billings & Leigh Moscowitz, Peter Lang International Academic Publishers - Post-Borderlandia: Chicana Literature and Gender Variant Critique, T. Jackie Cuevas, Rutgers University Press - Semi Queer: Inside the World of Gay, Trans, and Black Truck Drivers, Anne Balay, University of North Carolina Press |
| 2020  | All Our Trials: Prisons, Policing, and the Feminist Fight to End Violence, Emily L. Thuma, University of Illinois Press                                                             | - Archiving an Epidemic: Art, AIDS, and the Queer Chicanx Avant-Garde, Robb Hernández, New York University Press - Beside You in Time: Sense Methods and Queer Sociabilities in the American Nineteenth Century, Elizabeth Freeman, Duke University Press - Queer Times, Black Futures, Kara Keeling, New York University Press - Queering Black Atlantic Religions: Transcorporeality in Candomblé, Santería and Vodou, Roberto Strongman, Duke University Press - Reading Sideways: The Queer Politics of Art in Modern American Fiction, Dana Seitler, Fordham University Press - Scorpio Rising: A Queer Film Classic, R.L. Cagle, Arsenal Pulp Press - Trans Exploits: Trans of Color Cultures and Technologies in Movement, Jian Neo Chen, Duke University Press                                                        |
| 2021  | Becoming Human: Matter and Meaning in an Antiblack World, Zakiyyah Iman Jackson | - Cait McKinney, Information Activism: A Queer History of Lesbian Media Technologies - José Esteban Muñoz, The Sense of Brown - Janet R. Jakobsen, The Sex Obsession: Perversity and Possibility in American Politics - Jane Ward, The Tragedy of Heterosexuality |
| 2022  | Anna Lvovsky, Vice Patrol: Cops, Courts, and the Struggle over Urban Gay Life before Stonewall                                                                                      | - Gila Ashtor, Homo Psyche: On Queer Theory and Erotophobia - C. Winter Han, Racial Erotics: Gay Men of Color, Sexual Racism, and the Politics of Desire - Leah DeVun, The Shape of Sex - Howard Chiang, Transtopia in the Sinophone Pacific |
| 2023  | Keeping It Unreal: Black Queer Fantasy and Superhero Comics de Darieck Scott | - Lesbian Death: Desire and Danger between Feminist and Queer de Mairead Sullivan - Sissy Insurgencies: A Racial Anatomy of Unfit Manliness de Marlon B. Ross - Surface Relations: Queer Forms of Asian American Inscrutability de Vivian L. Huang - There’s a Disco Ball Between Us: A Theory of Black Gay Life de Jafari S. Allen |
| 2024  | | - Ambivalent Affinities: A Political History of Blackness and Homosexuality after World War II // Jennifer Dominique Jones - Care without Pathology: How Trans- Health Activists Are Changing Medicine // Christoph Hanssmann - Queer Career: Sexuality and Work in Modern America // Margot Canaday - Sexuality and the Rise of China: The Post-1990s Gay Generation in Hong Kong, Taiwan, and Mainland China // Travis S. K. Kong - The Sexual Politics of Empire: Postcolonial Homophobia in Haiti // Erin L. Durban |